# Triola (hudba)

Triola složená ze tří čtvrťových not

Triola je rytmická skupina užívána v hudbě. Představuje odchylku od výchozí rytmické struktury skladby spočívající v tom, že v rámci jedné rytmické skupiny (jedné doby, ale není to podmínka) budou namísto předepsaného počtu dílčích jednotek odehrány tři jednotky (tři noty či jejich ekvivalent představovaný pomlkami či notami jiných délek). Délka těchto dílčích jednotek je upravena (obvykle zkrácena) tak, aby celková délka skupiny zůstala zachována.

## Označení
V moderní notaci se trioly označují číslicí trojka umístěnou nad nebo pod skupinou tvořící triolu. Aby nedošlo k záměně s číslicemi použitými pro označení prstokladu či pro jiný účel, je zvykem sázet číslici označující triolu kurzívou, případně ji uzavřít do závorky. Pro lepší přehlednost se také noty tvořící triolu pokud možno spojují trámcem nebo svorkou.
Ve starší literatuře nebylo označování trioly číslicí vždy důsledně dodržováno a bylo často naznačeno pouze rozdělením not do skupin spojených trámcem. Rovněž nebylo v notaci užívané v 17. stol. přípustné, aby triola obsahovala pomlky; taková figura je např. u Bacha zapsána jako tečkovaný rytmus a je ponecháno na zkušenosti interpreta, aby rozeznal skutečně zamýšlenou hodnotu podle kontextu skladby:

## Velká triola
Kromě osminové trioly se používá i čtvrťová, tzv. velká triola, tedy tři stejně dlouhé noty po celkovou dobu dvou dob.

## Další obdobné rytmické skupiny
- Kvintola – pět not
- Sextola – šest not
- Septola – sedm not